# Podvihanke
Podvihanke (znanstveno ime Paxillus) so rod gliv iz družine podvihark (Paxillaceae).

## Seznam podvihank Slovenije[3]
- navadna podvihanka (Paxillus involutus)
- lilastodniščna podvihanka (Paxillus ionipus)
- jelševa podvihanka (Paxillus rubicundulus)